# اندک اندک
«اندک اندک» تصنیفی است از ساخته‌های شهرام ناظری که با صدای خودش و گروهی تحت سرپرستی جلال ذوالفنون اجرا شده‌است. این تصنیف روی شعری از مولانا و در آواز بیات ترک ساخته شده‌است. ناظری این اثر را اولین بار در سال ۱۳۶۰ و به مناسبت هشتصدمین سال مولانا در آلبوم گل صدبرگ اجرا کرد. این آهنگ توانست در میان خاطرات موسیقایی ایرانیان، به جایگاهی خاص دست یابد.